# Aethopyga mystacalis
El suimanga de Java (Aethopyga mystacalis) es una especie de ave paseriforme de la familia Nectariniidae endémica de Java.

## Distribución y hábitat
Se encuentra únicamente en la isla indonesia de Java y alguna isla menor aledaña como Panaitan. Su hábitat natural son los bosques húmedos tropicales.